# Шатійон-ан-Мішай
Шатійо́н-ан-Міша́й (фр. Châtillon-en-Michaille) — колишній муніципалітет у Франції, у регіоні Овернь-Рона-Альпи, департамент Ен. Населення — 3134 осіб (2011).
Муніципалітет був розташований на відстані близько 400 км на південний схід від Парижа, 90 км на північний схід від Ліона, 45 км на схід від Бург-ан-Бресса.

## Історія
До 2015 року муніципалітет перебував у складі регіону Рона-Альпи. Від 1 січня 2016 року належав до нового об'єднаного регіону Овернь-Рона-Альпи.
1 січня 2019 року Шатійон-ан-Мішай, Бельгард-сюр-Вальсерин i Ланкран було об'єднано в новий муніципалітет Вальсерон.

## Демографія
Динаміка населення (INSEE і Cassini ):
Розподіл населення за віком та статтю (2006):
| Стать | Всього | До 15 років | 15-24 | 25-44 | 45-64 | 65-85 | Понад 85 |
| --- | ------ | ----------- | ----- | ----- | ----- | ----- | -------- |
| Чоловіки | 1508   | 384         | 120   | 476   | 368   | 152   | 8        |
| Жінки | 1428   | 308         | 140   | 480   | 304   | 168   | 28       |
| \| Статево-вікова піраміда \| Статево-вікова піраміда \| Статево-вікова піраміда \| \| ----------------------- \| ----------------------- \| ----------------------- \| \| Чоловіки \| Вік \| Жінки \| \| 8 \| 85 + \| 28 \| \| 20 \| 80-84 \| 32 \| \| 28 \| 75-79 \| 48 \| \| 48 \| 70-74 \| 56 \| \| 56 \| 65-69 \| 32 \| \| 68 \| 60-64 \| 52 \| \| 96 \| 55-59 \| 96 \| \| 92 \| 50-54 \| 100 \| \| 112 \| 45-49 \| 56 \| \| 140 \| 40-44 \| 152 \| \| 132 \| 35-39 \| 136 \| \| 108 \| 30-34 \| 96 \| \| 96 \| 25-29 \| 96 \| \| 40 \| 20-24 \| 60 \| \| 80 \| 15-20 \| 80 \| \| 88 \| 10-14 \| 128 \| \| 164 \| 5-9 \| 76 \| \| 132 \| 0-4 \| 104 \| |        |             |       |       |       |       |          |
| Статево-вікова піраміда |        |             |       |       |       |       |          |
| Чоловіки | Вік    | Жінки       |       |       |       |       |          |
| 8 | 85 +   | 28          |       |       |       |       |          |
| 20 | 80-84  | 32          |       |       |       |       |          |
| 28 | 75-79  | 48          |       |       |       |       |          |
| 48 | 70-74  | 56          |       |       |       |       |          |
| 56 | 65-69  | 32          |       |       |       |       |          |
| 68 | 60-64  | 52          |       |       |       |       |          |
| 96 | 55-59  | 96          |       |       |       |       |          |
| 92 | 50-54  | 100         |       |       |       |       |          |
| 112 | 45-49  | 56          |       |       |       |       |          |
| 140 | 40-44  | 152         |       |       |       |       |          |
| 132 | 35-39  | 136         |       |       |       |       |          |
| 108 | 30-34  | 96          |       |       |       |       |          |
| 96 | 25-29  | 96          |       |       |       |       |          |
| 40 | 20-24  | 60          |       |       |       |       |          |
| 80 | 15-20  | 80          |       |       |       |       |          |
| 88 | 10-14  | 128         |       |       |       |       |          |
| 164 | 5-9    | 76          |       |       |       |       |          |
| 132 | 0-4    | 104         |       |       |       |       |          |

## Економіка
2010 року серед 2080 осіб працездатного віку (15—64 років) 1610 були активними, 470 — неактивними (показник активності 77,4%, у 1999 році було 75,4%). З 1610 активних мешканців працювали 1482 особи (792 чоловіки та 690 жінок), безробітними було 128 (59 чоловіків та 69 жінок). Серед 470 неактивних 175 осіб було учнями чи студентами, 169 — пенсіонерами, 126 були неактивними з інших причин.

У 2010 році в муніципалітеті числилось 1199 оподаткованих домогосподарств, у яких проживали 3164,5 особи, медіана доходів виносила 22 212 євро на одного особоспоживача